# Eneko Gogeaskoetxea
Eneko Gogeaskoetxea Arronategui (Guernica, 1967) es un experto informático y miembro de la organización terrorista Euskadi Ta Askatasuna (ETA), acusado en España, entre otros delitos, del asesinato en 1997 del ertzaina, José María Aguirre Larraona, durante la inauguración del Museo Guggenheim de Bilbao. Huido desde entonces, fue detenido por la Guardia Civil y la policía metropolitana de Londres en Cambridge (Reino Unido) el 7 de julio de 2011.

## Biografía
En 1996 se había integrado en el comando Kattu de ETA, junto con su hermano Ibon y Kepa Arronategui, cometiendo un total de diez atentados entre noviembre de 1996 y octubre de 1997. El 13 de octubre de 1997, día en el que habían planeado colocar varias granadas anticarro y antipersonas en unas jardineras para lanzarlas durante los actos de inauguración del museo Guggenheim de Bilbao, acto que iba a presidir el rey de España, Juan Carlos I, y los entonces presidente del Gobierno y lehendakari, José María Aznar y José Antonio Ardanza respectivamente, fueron requeridos por miembros de la Ertzaina para que se identificasen, a lo que respondieron disparando sobre ellos y asesinando a José María Aguirre. Los autores huyeron por las calles adyacentes al museo, donde Kepa Arronategui fue detenido, mientras que Eneko y su hermano Ibon consiguieron huir y trasladarse a Francia, donde se integraron en las estructuras directivas clandestinas de la banda terrorista. Ibon fue detenido en febrero de 2010. También ha estado relacionado con la estructura encargada de la investigación e innovación en el campo de los artefactos explosivos utilizados por la banda. Se le considera el encargado de preparar los coches-bomba durante la etapa en que Txeroki fue jefe militar de ETA y responsable de mejorar la capacidad destructiva de los artefactos explosivos usados por ETA desde 2006. Cuando fue detenido en 2011 en Cambridge llevaba residiendo allí desde 2005 con su familia bajo la falsa identidad de un francés, Cyril Macq, trabajando como programador informático para una empresa de software, siendo miembro destacado del Cambridge Squash Club.
En Francia ha sido condenado en rebeldía en dos ocasiones: el 10 de junio de 2006, a tres años de prisión, por asociación de malhechores con fines terroristas y el 24 de mayo de 2011, a otros tres años de prisión, por estar integrado en la estructura logística de ETA desmantelada en noviembre de 2006. En España, la Audiencia Nacional le buscaba en 2011 por diez requisitorias de diferentes Juzgados Centrales de Instrucción, todas ellas relacionadas con delitos de terrorismo. También figuraba desde 2001, en la lista de terroristas más buscados de la Unión Europea, y existían siete órdenes internacionales de detención.